# Percina antesella
Percina antesella är en fiskart som beskrevs av Williams och Etnier, 1977. Percina antesella ingår i släktet Percina och familjen abborrfiskar. IUCN kategoriserar arten globalt som sårbar. Inga underarter finns listade i Catalogue of Life.